# 제1대 애머스트 백작 윌리엄 애머스트
제1대 애머스트 백작 윌리엄 피트 애머스트(William Pitt Amherst, 1st Earl Amherst, 1773년 1월 14일 ~ 1857년 3월 13일 GCH, PC)는 영국의 외교관이자 식민지 행정관이다. 1823년부터 1828년까지 인도 총독을 지냈다.

## 집안 배경 및 교육
영국 서머싯주 바스에서 윌리엄 애머스트(William Amherst)와 토마스 페터슨(Thomas Paterson)의 딸 엘리자베스(Elizabeth) 사이에서 태어났다. 제1대 애머스트 남작 제프리 애머스트의 조카로, 1797년 특허증(letters patent) 내 특별계승권(special remainder)에 따라 그의 작위를 물려받았다. 웨스트민스터 스쿨(Westminster School)과 옥스포드 대학교 크라이스트처치에서 교육받았다.

## 중국 특명 전권 대사

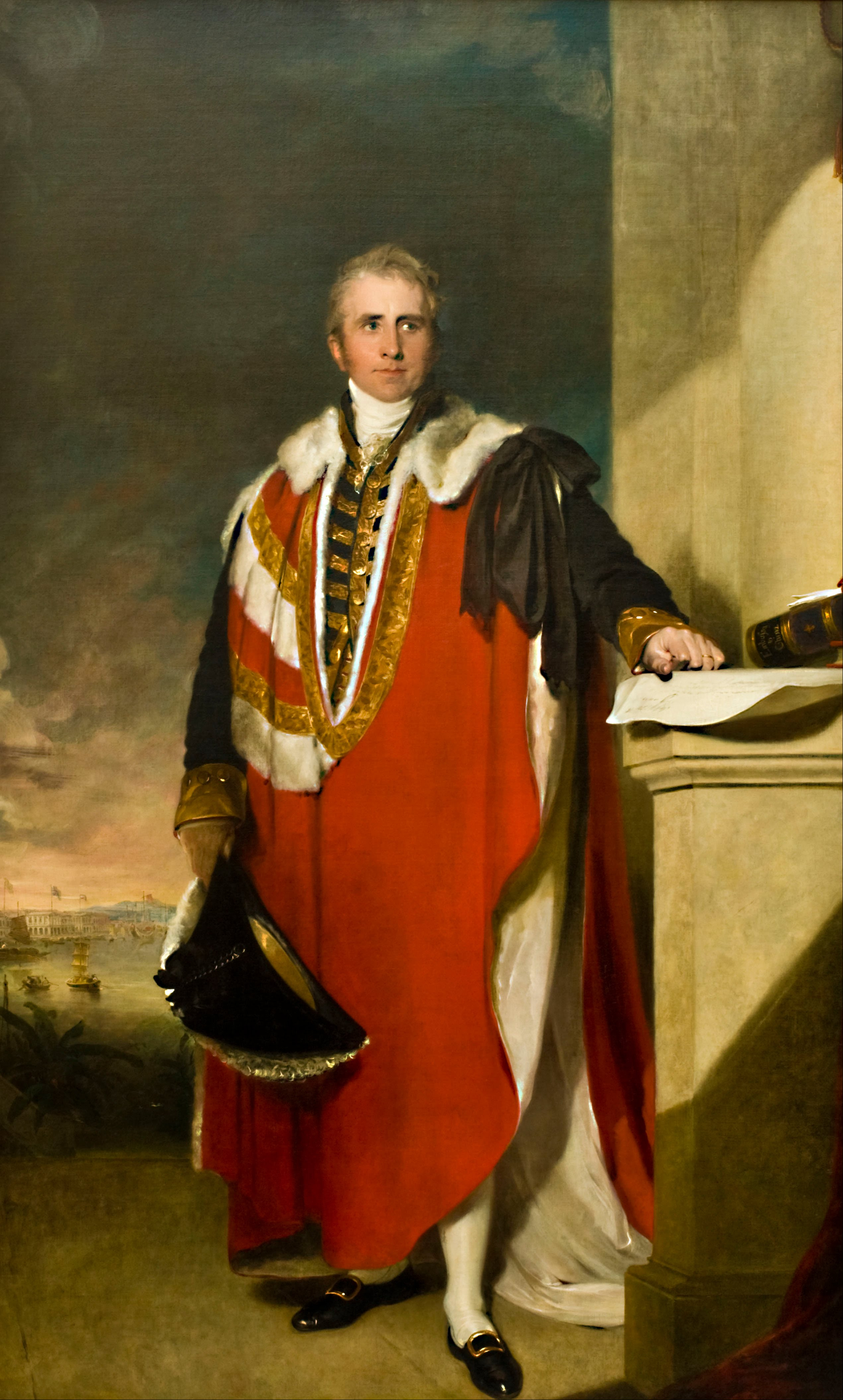
남작의 의회용 예복(parliamentary robes)을 걸친 애머스트
토마스 로렌스(Thomas Lawrence)가 그린 초상화, 1821.

1816년, 청(淸)과 대영제국 간의 만족스러운 상업 관계를 구축하기 위한 구상과 함께, 윌리엄 애머스트는 특명 전권 대사(ambassador extraordinary)로서 청 조정으로 파견되었다. 천진(天津) 백하(白河)에 도착하자, 애머스트는 고두(叩頭, kowtow) 의례를 행해야지만 가경제(嘉慶帝)를 알현해야 한다는 사실을 전해들었다. 이에 대해 그는 부장(second commissioner)으로 동행한 조지 토마스 스탠튼(Sir George Thomas Staunton, 2nd Baronet)의 조언에 따라 거절하였다. 이는 1793년 조지 매카트니(George Macartney, 1st Earl Macartney)가 했던 대로였다. 만약 수용했었다면, 알현은 성사되어 영국 군주 역시 애머스트의 작위를 가진 중국관료(mandarin)로부터 같은 존경의 표시를 받을 자격이 있었다. 이로 인해 애머스트는 북경(北京) 진입이 거절되었고 임무는 실패했다.
그의 선박 알세스트(HMS Alceste, 1806)호는 조선(朝鮮)의 해안을 따라 항해한 후에 류큐(琉球)로 가서 귀환하던 중, 인도네시아 가스파르 해협(Gaspar Strait)에서 암초에 걸려 완전히 난파되었다. 애머스트와 동료 일부는 구명선을 타고 바타비아(Batavia)로 탈출했으며, 그곳으로부터 나머지 탈출 못한 난파 선원들에게 구호물자가 보내어졌다. 1817년, 그가 타고 잉글랜드로 귀국한 배는 세인트 헬레나 섬(St. Helena Island)에 기항하였고, 그 결과 당시 그곳에 유배되어 있던 나폴레옹(Napoleon)과 담화를 나누었다.(Ellis's Proceedings of the Late Embassy to China, 1817; McLeod's Narrative of a Voyage in H.M.S. Alceste, 1817). 증거는 없지만 일설에 의하면, 이때 나폴레옹은 "중국은 잠자는 거인이다. 자게 두어라. 거인이 깨어나면 세계를 흔들 것"이라고 이야기했다 한다.

## 인도 총독
애머스트는 1823년 8월주터 1828년 2월까지 인도 총독(Governor-General of India)을 역임했다. 임기 당시 아삼(Assam) 병합을 하였고, 이는 1824년 제1차 버마 전쟁(first Burmese war)을 야기하였다. 그 결과 대영제국(British Empire)은 아라칸(Arakan)과 테나세림(Tenasserim)에 조계지를 확보하였다.
1823년, 프랜시스 로든-헤이스팅스(Francis Rawdon-Hastings, 1st Marquess of Hastings) 총독이 해임되고 나서 애머스트가 부임한 것이었다. 헤이스팅스는 벵갈 육군(Begal Army) 장교들의 전투비용 삭감 문제로 런던과 충돌하였다. 이는 그가 네팔(Nepal)과 마라타 연합왕국(Marathan Confederacy)과의 후속 전쟁을 통해 피할 수 있었던 조처였다. 그러나 1820년대 초, 평시 전비 삭감에 대한 그의 거절로 인해 애머스트 부임을 초래하였다. 애머스트는 런던의 삭감 요구를 수행하도록 기대되었다.
그러나 애머스트는 경험이 없는 행정관이었다. 적어도 캘커타(Calcutta) 임직 초기에만 살펴보아도 그는 에드워드 페짓(Sir Edward Paget)과 같은 벵갈 상급 군인 장교에게 강하게 영향을 받고 있었다. 부임 전 대리 총독이었던 존 애덤(John Adam)|John Adam]]으로부터 영토 분쟁 문제를 전달받았다. 이는 나프 강(Naaf River)의 영국 버마 간 국경에 관한 문제였고, 1823년 9월 24일 폭력 사태로 비화되었다. 버마 영토 공격으로 인한 체면 상실을 원치 않은 애머스트는 군대를 투입시켰다.
전쟁은 2년간 지속되었으며 1,300만 파운드가 소모되었다. 이는 인도에 경제 위기를 가중시켰다. 조지 캐닝(George Canning)과 아서 웰즐리(Arthur Wellesley, 1st Duke of Wellington)과 같은 강력한 권력을 가진 그의 친구들의 노력때문에 애머스트는 전쟁 말기에도 불명예 소환 조처가 되지 않았다.
전쟁은 버마에서의 애머스트의 위상을 크게 바꿨다. 이제 그는 저지대 버마(Lower Burma)를 합병하는 것을 거절하였다. 그러나 그는 완전히 자신의 명성을 회복하지는 못하였고 1828년 교체되었다. 1826년, 동인도(East Indies) 아라칸에 '애머스트 백작(Earl Amherst)' 영지, 그리고 켄트 현(County of Kent)에 '홈즈데일 자작(Viscount Holmesdale)' 영지가 신설되었다. 잉글랜드 귀환 후 1857년까지 은퇴한 채로 생을 마감하였다.

## 가족관계
애머스트는 두 번 결혼했다. 그리고 공교롭게도 두 아내 모두 플리머스 백작부인 미망인(dowager countesses of Plymouth)이었다. 첫 아내는 사라 애머스트(Sarah, Dowager Countess of Plymouth, 1762–1838)였다. 제2대 아처 남작 앤드류 아처(Andrew Archer, 2nd Baron Archer)의 딸이자 제5대 플리머스 백작 아더 윈저(Other Windsor, 5th Earl of Plymouth, ?~1799)의 미망인이었다. 사라는 윌리엄보다 적어도 10살 이상 많았으며 아이 엄마였다. 1800년 이들은 두 아들과 레이디 사라 엘리자베스 피트 애머스트(Lady Sarah Elizabeth Pitt Amherst), 후의 사라 엘리자베스 헤이-윌리엄스(Sarah Elizabeth Hay-Williams)의 축복하에 결혼하였다. 1838년, 사라가 약 38년 간의 결혼 생활 끝에 76세 나이로 사망하였다. 레이디 애머스트의 뇌조(Lady Amherst's pheasant]]이라는 별명이 사라에게 붙었다. 그녀의 제안으로 아시아에서 베드포드셔(Bedfordshire)로 뇌조류가 유입되었기 때문이다. 버마산 화목류인 애머스티아(Amherstia) 속(屬, genus) 역시 그녀의 이름에서 유래되었다.
1839년, 첫 아내 사망 1년 후, 애머스트는 66세에 첫 아내의 미망인 조카딸과 결혼했다. 바로 미망인 플리머스 백작 부인 메리(Mary, Dowager Countess of Plymouth, 1792–1864)였다. 메리는 제3다 도셋 공작 존 색빌(John Sackville, 3rd Duke of Dorset)의 큰 딸이자 공동 상속인이었고, 동시에 존 색빌의 양자 제6대 플리머스 백작 아더 윈저(Other Windsor, 6th Earl of Plymouth, 1789–1833)의 미망인이었다. 흔치 않은 결혼이었지만 교회법이나 민법상으로 금지된 건 아니었다. 둘째 아내는 전남편은 물론 애머스트 사이에서도 아이가 없었다.
1857년 3월, 애머스트는 켄트(Kent)의 놀 하우스(Knole House)에서 84세로 사망하였다. 이곳은 도셋 공작(the Dukes of Dorset)들의 근거지이자 두번째 아내가 상속받은 재산이었다. 두번째 아내이자 놀(Knole)의 상속녀 레이디 애머스트(Lady Amherst) 덕에 로드 애머스트(Lord Amherst) 자리는 살아남았다. 메리는 1864년 7월에 71세로 사망하였다. 로드 애머스트(Lord Amherst) 자리는 차남이자 유일하게 생존한 아들이며 이름이 같은 제2대 애머스트 백작 윌리엄 애머스트(William Amherst, 2nd Earl Amherst)에게 승계되었다.